# Sabri Jiryis
Sabri Jiryis (in arabo صبري جريس‎?, Ṣabri Jiryis; Fassuta, 1938) è un attivista, scrittore e avvocato palestinese, esponente di spicco del movimento al-Ard, dell'Organizzazione per la Liberazione della Palestina e del Palestine Research Center.

## Biografia
Jiryis nacque a Fassuta, in Galilea, da famiglia palestinese cristiana di confessione greco-cattolica melchita. Dopo aver conseguito gli studi elementari nella scuola del suo villaggio natale, nel 1953 Jiryis, insieme a quattro suoi amici, partì per Nazareth per studiare alla Scuola Terrasanta di Nazareth, ottenendo un permesso per potersi trasferire. Continuò poi gli studi in giurisprudenza all'Università Ebraica di Gerusalemme, dove venne eletto nel locale consiglio studentesco arabo. Fu tra i fondatori di al-Ard, movimento nazionalista arabo, e del relativo giornale. Nel giugno 1960 le autorità israeliane dissolsero l'organizzazione e Jiryis fu multato. Conclusi gli studi nel 1962, Jiryis venne assunto come tirocinante nello studio legale di Hanna Naqqara a Haifa, rappresentando i cittadini arabi nelle corti israeliane. Continuò il suo attivismo politico, tentando di rifondare nel 1964 il movimento al-Ard; il gruppo denunciò le discriminazioni attuate da parte dello Stato di Israele nei confronti della minoranza araba. Nell'aprile 1968 Jiryis sposò Hanneh a Fassuta, dalla quale ebbe i figli Fida e Mousa.
L'opera di Jiryis, The Arabs in Israel, scritta originariamente in ebraico, venne ben accolta dalle istituzioni palestinesi operative a Beirut, in Libano; sia il Palestinian Research Center che l'Institute for Palestine Studies tradussero l'opera in arabo e in inglese e Walid Khalidi invitò Jiryis a lavorare con lui. Nel febbraio 1970 Jiryis venne arrestato dalle autorità israeliane a causa del suo attivismo politico; egli si impegnò in uno sciopero della fame insieme agli altri detenuti. Una volta conclusa la sue detenzione, nel settembre 1970 Jiryis abbandonò quindi Israele per stabilirsi a Beirut e si impegnò nel dipartimento israeliano dell'Institute for Palestine Studies. Nel marzo 1971 Jiryis, insieme ad altri due arabi israeliani (Mahmoud Darwish e Habib Qahwaji), entrò a far parte del Consiglio nazionale palestinese. Nel 1975 Jiryis e Issam Sartawi vennero incaricati da Yasser Arafat di un aprire un ufficio di rappresentanza dell'Organizzazione per la Liberazione della Palestina a Washington, negli Stati Uniti d'America, dove si incontrarono in più occasioni con vari rappresentanti della comunità ebraica statunitense. Tornò in seguito a Beirut, dove venne nominato direttore del Palestine Research Center, posizione che ricoprì fino al 1983, quando l'attività delle istituzioni palestinesi a Beirut venne cessata in seguito all'invasione israeliana del Libano. La moglie Hanneh venne uccisa da un'esplosione nel 1983. La famiglia Jiryis si stabilì quindi a Nicosia, a Cipro, dove Sabri sposò Najwa, la sorella di Hanneh. La famiglia Jiryis tornò a Fassuta nel 1995, in seguito agli accordi di Oslo.

## Opere
- The Arabs in Israel (1969)
- Democratic Freedoms in Israel (1972)